# نيكولاس هاو
نيكولاس هاو (بالإنجليزية: Nicholas Howe)‏ هو كاتب أمريكي، ولد في 17 فبراير 1953 في برينستون في الولايات المتحدة، وتوفي في 27 سبتمبر 2006 بسبب ابيضاض الدم.